# Rajoztatásos egyesítés
A rajoztatásos egyesítés a régi kasos méhészkedést utánozza. Ők úgy nyertek mézet, hogy a családok egy részét lekénezték, és elvettek tőlük mindent. Ezt ma már csak egészségügyi okokból engedélyezik (lásd: nyúlós költésrothadás). A méhész mégis utánozhatja a módszert, ha nem lekénezi a családot, hanem egyesíti.
Lényege, hogy tavasszal, mielőtt a nagy család még rajzásra gondolna, megcsapolják, és mesterséges rajt készítenek belőle. A megosztás a következő: elveszik a fiasítást, de visszaadják az anyát. A fiasítás helyét műléppel töltik ki. Az anya mellé még két fiasításos lépről söprenek fiatal méheket. Az elvett fiasítást a többi rajta levő méhhel együtt egy másik kaptárba telepítik, és anyát vagy anyabölcsőt adnak neki. A mesterséges rajt 3-4 napig itatni kell.
A gyűjtőméhek a régi helyükre szállnak, és oda hordanak, így a család nem veszti el őket, és a további gyűjtés zavartalan, miközben a fiasítás csak lassanként gyarapszik, és nem mellesleg a rajzás is elmarad. Mindezek kedveznek a méztermelésnek. A mesterséges raj a későbbi hordást kihasználhatja, ami később teljesen elvehető. A telelésre készülés közben egyesítik a két családot. Kettéválasztható, két családot befogadni képes nagy kaptárban kényelmes.
Az anyacsalád épített is; egyesítéskor válogatni lehet az anyák között; népes családok teleltethetők be. Néhány volt mesterséges raj, most már család kivonható a rendszerből a veszteségek pótlására. Olyan helyre való, ahol van késői gyűjtés, vagy ilyen helyre akar vándorolni a méhész. 